# The Searchers (muziekgroep)
The Searchers was een band uit Liverpool die – parallel aan bands als bijvoorbeeld The Beatles en Gerry & the Pacemakers – de muziek ontwikkelde die uiteindelijk als Merseybeat (ook wel Liverpoolsound) de wereld zou veroveren.

## Geschiedenis
De bandleden waren voordien al sinds 1957 actief in allerlei (skiffle)-bandjes. Na diverse samenstellingen ontstond in 1961 de bezetting van The Searchers zoals die in 1963 wereldwijd zou doorbreken. Ofschoon The Beatles in feite de voorlopers waren van de Liverpoolbands, waren het The Searchers die als eerste van die lichting doorbraken in Nederland. Hun Sweets for my Sweet was de eerste Merseybeatsong die de Nederlandse hitparade beklom. Op 10 augustus 1963 reikte de single in het Verenigd Koninkrijk voor twee weken bovenaan de hitlijst. Een jaar later, op 9 mei 1964, kwam Don't throw you're love away eveneens twee weken op één. Al met al brachten The Searchers in hun succes-periode (1963 t/m 1968) 22 singles en 5 lp's uit op het platenlabel PYE. Na die periode stapten ze over naar het RCA-label dat voornamelijk op de Amerikaanse markt was gericht en dat in Nederland nauwelijks nog tot successen leidde.

## Samenstelling
Gedurende de topjaren kenden The Searchers drie samenstellingen. De oorspronkelijke samenstelling gedurende de jaren 1961 tot augustus 1964 met Tony Jackson als leadzanger-bassist, Mike Pender en John McNally op gitaar en Chris Curtis als drummer. Ze zongen alle vier. Deze periode is vooral bekend door rocky hitsongs als Sweets for my Sweet, Sugar and Spice en Love Potion nr. 9. Na het vertrek van leadzanger Jackson - die in 1964 werd vervangen door Frank Allen van Cliff Bennett and the Rebel Rousers - werden de zangpartijen voornamelijk ingevuld door Mike Pender en Chris Curtis. Die periode is voornamelijk bekend door de  tweestemmigheid van Pender en Curtis in melodieuze songs als Needles and Pins, Don't throw your love away en Goodbye my Love. En dan nog de periode na het vertrek van Chris Curtis in maart 1966 - als drummer vervangen door John Blunt - met songs als Take it or leave it, Have you ever loved somebody en Western Union.

## Sound
Specifiek aan het geluid van The Searchers waren de sound van de 12-snarige Rickenbacker, het veelvuldig gebruik van tremolo-effecten en de toepassing van tweestemmige harmonieën. Een aantal bekende artiesten is - naar eigen zeggen - sterk geïnspireerd door de muzikale opvattingen van The Searchers zoals The Byrds, Tom Petty, The Ramones en Bruce Springsteen.

## Einde en doorstart
Medeoprichter Mike Pender, verliet de groep eind 1985. Dat leek het einde van the Searchers, maar ook met de nieuwe zanger Spencer James bleef de groep volop optreden. Pender kon geen rechten doen gelden op de groepsnaam en formeerde een eigen band onder de naam Mike Penders Searchers, waarmee hij de hits van de echte Searchers bleef uitvoeren.
In 2018 kondigde de band zijn afscheid aan. Op dat moment bestonden the Searchers uit John McNally, als medeoprichter, Frank Allen, zanger en gitarist Spencer James (sinds 1986) en drummer Scott Ottaway (sinds 2010). Het laatste concert vond plaats op 31 maart 2019 in Wavendon en werd besloten met een medley van grootste hits, eindigend met Needles and Pins.
Medio 2022 bleek dat toch niet het einde te zijn. Op hun website meldden the Searchers dat zij in 2023 een eenmalige tournee zouden maken door het Verenigd Koninkrijk. McNally, Allen en James zijn daarbij weer van de partij, samen met de nieuwe drummer Richie Burns.Voor deze 'Thank You Tour' staan 43 concerten gepland, eindigend op 17 juni in thuisbasis Liverpool.
Enkele leden uit de beginjaren van The Searchers zijn intussen overleden:
- Tony Jackson, leadzanger-bassist overleed op 18 augustus 2003; hij werd 63 jaar.
- Chris Curtis, zanger-drummer overleed op 28 februari 2005 (63).
- Bassist Tony West overleed op 11 november 2010 (72).
- Zanger Johnny Sandon overleed op 23 december 1996 (55).
- Billy Adamson, drummer van 1970 tot 1998, overleed op 69-jarige leeftijd op 11 november 2013.

## Discografie

### Singles
| Single met eventuele hitnotering(en) in de Nederlandse Top 40 | Datum van verschijnen | Datum van binnenkomst | Hoogste positie | Aantal weken | Opmerkingen |
| ------------------------------------------------------------- | --------------------- | --------------------- | --------------- | ------------ | ----------- |
| What have they done to the rain                               | 1964                  | 23-01-1965            | 25              | 9            |             |
| Goodbye my love                                               | 1965                  | 03-04-1965            | 7               | 17           |             |
| Bumble Bee                                                    | 1965                  | 15-05-1965            | 23              | 6            |             |
| I Don't Want to Go on Without You                             | 1965                  | 24-07-1965            | 17              | 9            |             |
| He's Got No Love                                              | 1965                  | 14-08-1965            | 14              | 13           |             |
| Take Me For What I'm Worth                                    | 1966                  | 01-01-1966            | 25              | 7            |             |
| Take It Or Leave It                                           | 1966                  | 14-05-1966            | 5               | 15           |             |
| Western Union                                                 | 1967                  | 20-05-1967            | 19              | 6            |             |

### NPO Radio 2 Top 2000
| Nummers met noteringen in de NPO Radio 2 Top 2000 | '99  | '00  | '01  | '02  | '03  | '04  |
| ------------------------------------------------- | ---- | ---- | ---- | ---- | ---- | ---- |
| Goodbye My Love                                   | 1683 | 1711 | -    | 1625 | 1890 | 1941 |
| Needles and Pins                                  | 1618 | 1515 | 1542 | -    | 1466 | 1520 |
| Take It or Leave It                               | 1665 | 1528 | 1751 | 1735 | 1514 | -    |

1. ↑  Een '-' betekent dat het nummer niet was genoteerd en een vetgedrukt getal geeft de hoogste notering van een nummer aan.
2. ↑  Deze tabel is bijgewerkt tot en met de meest recente editie (2024).